# Paul Perrier (anarchiste)
Pour les articles homonymes, voir Perrier.
Paul Émilien Perrier (né le 30 avril 1908 à Codognan et mort le 8 février 1944 à Marseille) est un militant anarchiste français.

## Biographie

### Famille
Il a un frère, Élisée, qui poursuivra le combat anarchiste après la guerre et collaborera au Libertaire et Combat syndicaliste.

### Parcours et engagement

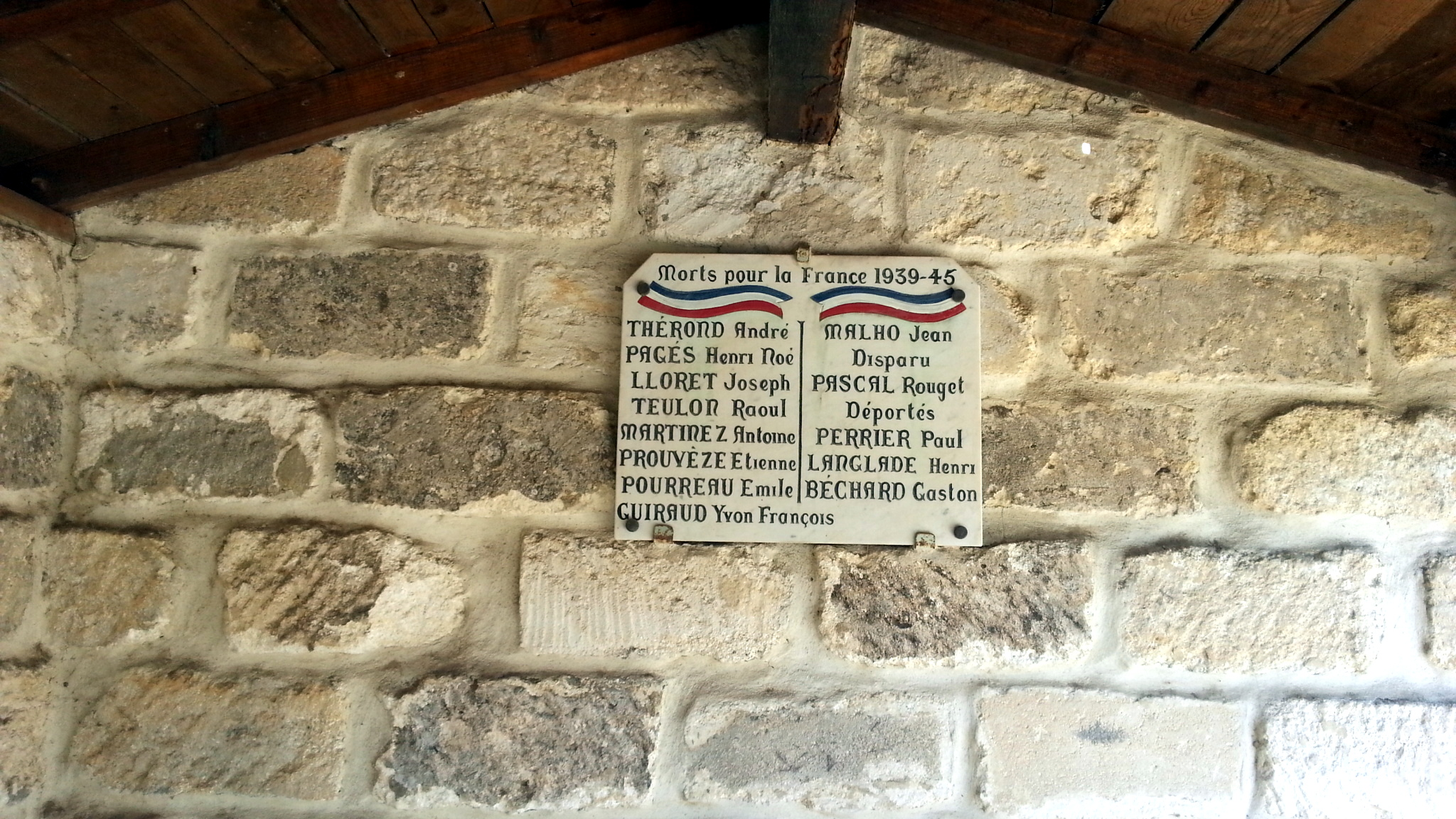
Plaque commémorative dans l'enceinte du cimetière d'Aimargues.

Il est ouvrier agricole et travaille dans les vignes.
Militant anarchiste, il appartenait à l'important groupe d'Aimargues.
Il est interné par les autorités de Vichy dans un premier temps avec Joseph Chatellier, les trois frères Deschamps, Jean Jourdan, Georges Louche, Marcellin Mari et Roger Bernard au camp de Chibron. Il est ensuite isolé au camp de Saint-Sulpice-la-Pointe, et meurt à Marseille le 8 février 1944.